# Pound Syndrome
Pound Syndrome è il quarto album in studio del rapper statunitense Hopsin, pubblicato nel luglio 2015.

## Tracce
1. The Pound (Intro) – 1:43
2. Forever III – 4:21
3. No Hope – 4:56
4. Ramona (feat. Jarren Benton) – 4:27
5. Mr. Jones – 3:25
6. Fort Collins (feat. Dizzy Wright) – 4:32
7. No Words (Skit) – 1:36
8. Crown Me – 4:33
9. Ill Mind of Hopsin 7 – 5:39
10. FV Till I Die (feat. SwizZz) – 4:53
11. My Love – 5:12
12. No Fucks Given – 4:05
13. Fly – 5:00
14. I Just Can't – 4:23